# Mołdawska Republika Demokratyczna
Mołdawska Republika Demokratyczna (rum. Republica Democratică Moldovenească) – niepodległe państwo mołdawskie istniejące w latach 1917–1918.

## Historia
Upadek caratu w Rosji umożliwił zwołanie w październiku 1917 Zjazdu Chłopów Besarabii, a następnie Zjazdu Żołnierzy Mołdawskich. W ich wyniku doszło do powołania Rady Kraju. 2 grudnia 1917 Rada Kraju przyjęła deklarację o utworzeniu republiki mołdawskiej w ramach Rosji Sowieckiej. Na jej pierwszego premiera powołano dwa dni później Pantelimona Erhana. 
Sytuacja w kraju była bliska anarchii, w związku z rozwiązaniem armii rosyjskiej i nikłymi możliwościami egzekucji prawa przez Radę Kraju. Wielu żołnierzy sympatyzowało z ruchem komunistycznym i formowało bojówki jawnie występujące przeciw nominalnej władzy Republiki. Rada Kraju, dzięki porozumieniu liderów głównych frakcji ruchu mołdawskiego (Pantelimon Halippa, Ion Inculeț) wezwała Rumunię do interwencji. Odpowiadało to dążeniom samej Rumunii, toteż 8 stycznia 1918 wojska tego państwa wkroczyły do Mołdawskiej Republiki Ludowej, kilka dni później opanowały Kiszyniów i stopniowo wypierały oddziały bolszewickie na lewy brzeg Dniestru. 24 stycznia 1918 ogłoszono za zgodą Rosyjskiej FSRR niepodległość i zmieniono nazwę państwa na Mołdawska Republika Demokratyczna. Wobec wkroczenia wojsk rumuńskich na terytorium Mołdawskiej Republiki Demokratycznej, Rada Krajowa Mołdawii podjęła 27 marca/9 kwietnia 1918 decyzję o zjednoczeniu z Rumunią, co niekiedy jest uważane za decyzję podjętą pod naciskiem obcych wojsk. W szczególności deputowani Rady Kraju reprezentujący inne niż Mołdawianie grupy etniczne, w obliczu obecności wojsk rumuńskich w Kiszyniowie, w tym w bezpośredniej odległości od gmachu parlamentu, zdecydowali się wstrzymać od głosu podczas decydującego głosowania. Deputowani zastrzegli ponadto czternaście warunków autonomii Besarabii.
Unia obu państw nastąpiła 27 czerwca 1918. Przyłączenie Mołdawii do Rumunii zostało potwierdzone poprzez traktat paryski z 1920, którego postanowień wszak Rosyjska FSRR i później ZSRR nigdy nie uznały. Stąd w historiografii rosyjskojęzycznej mówi się o „okupacji” przez Rumunię, zaś w rumuńskojęzycznej o „wyzwoleniu”. 
W ramach Rumunii Mołdawia miała zachować autonomię, którą jednakże szybko zlikwidowano. Podstawą dla tej decyzji było głosowanie Rady Kraju 27 listopada 1918, przeforsowane przez Blok Mołdawski Pantelimona Halippy, przeprowadzone w nocy i bez kworum.

## Besarabska SRR
Bolszewicy mołdawscy, którzy nie zgodzili się z faktem przyłączenia Mołdawii do Rumunii, po wkroczeniu wojsk rumuńskich emigrowali na Ukrainę, proklamowali 11 maja 1919 Besarabską SRR, która przetrwała do 1920. Siedziba władz republiki znajdowała się w Odessie. 
Działacze bolszewiccy, przekraczając Dniestr, bez większego powodzenia starali się podburzać ludność Besarabii do powstania antyrumuńskiego. Największe zainspirowane przez nich wystąpienia, w Chocimiu w styczniu 1919 i w Benderach w maju tego samego roku zostały krwawo stłumione przez wojska rumuńskie. 
Podczas wojny polsko-bolszewickiej stolica Besarabskiej SRR została przeniesiona do Tyraspola. 7 marca 1924 proklamowano w ramach Ukraińskiej SRR Mołdawski Obwód Autonomiczny.